# سواستوس
سواستوس (نام علمی: Suastus) نام یک سرده از تیره پشیزبالان است.